# Аметьево (станция метро)
«Аме́тьево» (тат. Әмәт) — 4-я станция Казанского метрополитена, расположена на Центральной линии между станциями «Суконная слобода» и «Горки».
Станция открыта 27 августа 2005 года в составе первого пускового участка Казанского метрополитена «Горки» — «Кремлёвская». Название получила от исторической местности Аметьево.
Станция расположена между городскими микрорайонами Аметьево и Танкодром над оврагом, по которому проходит Аметьевская магистраль. Предполагается, что кроме данных микрорайонов, Аметьево будет обслуживать и новые строящиеся жилые комплексы находящиеся рядом.
Единственная в метрополитене Казани надземная станция и станция эстакадно-крытого типа на метромосту.
На станции имеется переход на железнодорожную платформу «Метро Аметьево» для пересадки на пригородные пригородные электропоезда (в будущем Кольцевой линии городской электрички).

## Характеристика
Конструкция станции — колонная трёхпролётная. Колонны цилиндрические и продольные серого цвета. Находится на двухъярусном метромосту, который спроектирован в стиле хай-тек по специальному проекту и на верхнем уровне над станцией имеет пешеходный переход.
Станция имеет два вестибюля с несколькими выходами. Северный вестибюль ведёт на ж/д платформу «Метро Аметьево» и в микрорайон Аметьево к улице Моторная, южный — в микрорайон Танкодром на улицы Даурская и Высотная.
Станция имеет три платформы: одну островную, используемую для посадки и высадки пассажиров, и две узкие боковые, используемые для служебных целей.

## Происхождение названия
Согласно древней татарской легенде, во времена Казанского ханства в XV веке жил благочестивый старец Ахмет (Амет, Әмәт) и искал он места для уединения и молитв. Пришёл он к безымянной горе, стукнул посохом и у подножия горы возник целебный родник. И поселился Ахмет со своими приверженцами у целебного родника. Узнав о священном источнике, стали стекаться к нему другие мусульмане — так возникла деревня (Әхмәт авылы), а гору стали называть горой Ахмета (Амета), что по-татарски звучит как Әмәт тавы, именно от этого названия и произошло русское название местности Аметьево.

## Привязка общественного транспорта

### Автобус
| №  | Пересадки                           | Конечный пункт 1 | Конечный пункт 2    |
| -- | ----------------------------------- | ---------------- | ------------------- |
| 2  | Площадь Тукая                       | Аметьево         | Улица Привокзальная |
| 31 | Площадь Тукая Горки Проспект Победы | ТЦ «Мега»        | Старое Победилово   |
| 77 | Горки                               | Нефтебаза        | Жк Экопарк Дубрава  |

## Фотогалерея
- Вид снаружи
- Вид снаружи зимой 2006 года